# Moritz von Horstig

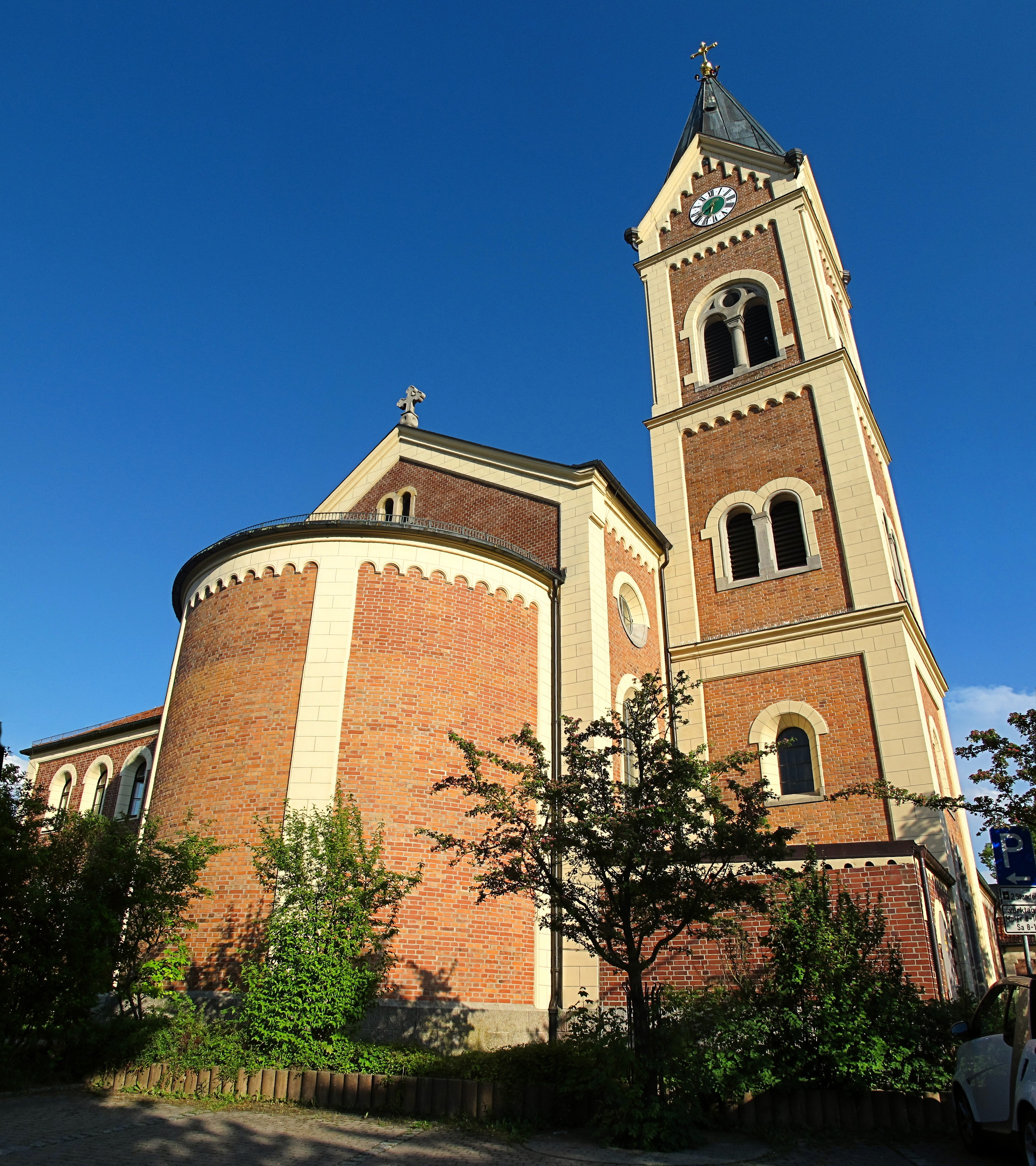
1901 eingeweihte Kirche St. Peter und Paul in Olching

Moritz von Horstig (* 1. Oktober 1851 in Geiselbach, Unterfranken; † 1. August 1942 in Wiesbaden) war ein deutscher königlich-bayerischer Regierungsbaurat und Architekt.
Er war seit dem 28. September 1882 mit Berta Nadler verheiratet. Das Ehepaar hatte zwei Kinder: Friederike (* 30. August 1883) und Edmund von Horstig (* 13. Februar 1885).
Nach seinen Plänen wurden unter anderem die Pfarrkirchen St. Oswald in Traunstein und St. Peter und Paul in Olching errichtet. Als sich der Architekt Anfang des 20. Jahrhunderts in den Trentiner Dolomiten aufhielt, bot er die Pläne des Olchinger Sakralbaus der Kirchengemeinde in Arco an. Daraufhin entstand dort eine „Zwillingskirche“ mit dem Namen Sta. Maria Addolorata, die am 22. September 1907 eingeweiht wurde.